# Eisenbahnunfall von Porter
Bei dem Eisenbahnunfall von Porter stießen am 27. Februar 1921 bei Porter, Indiana, USA, auf der niveaugleichen Kreuzung zweier Eisenbahnstrecken zwei Personenzüge zusammen. 37 Menschen starben.

## Ausgangslage
Die Kreuzung betraf je eine mehrgleisige Strecke der Michigan Central Railroad (MC) und der New York Central Railroad (NYC), die sich bei Porter in einem Winkel von etwa 45 Grad kreuzten. Die Kreuzung war durch gegenseitig voneinander abhängige Signale und Gleissperren gesichert, letztere 90 Meter vor dem Kreuzungspunkt eingebaut, und durfte höchstens mit einer Geschwindigkeit von 65 km/h befahren werden.
Auf der NYC näherte sich der Interstate Express der Kreuzung und das zuständige Stellwerk gab ihm die Fahrt frei. Dadurch wurden automatisch die Gleissperren für die kreuzende Strecke der MC aktiviert.
Auf der Strecke der MC näherte sich der Canadian mit Fahrziel Toronto, Montreal und Quebec. Dessen Lokomotivführer unterliefen zwei Fehler: Er nahm das letzte Signal vor der Kreuzung als „Fahrt frei“ wahr und versäumte, die Geschwindigkeit auf die vorgeschriebenen 65 km/h zu drosseln.

## Unfallhergang
Die Lokomotive des Canadian sprang bei der Sperre aus den Schienen, gleiste sich aber anschließend wieder auf und kam 120 Meter hinter der Kreuzung zum Stehen. Die Kupplung zu dem von ihr geführten Zug riss dabei, die folgenden Wagen entgleisten, rutschten noch eine Strecke weiter und kamen ebenfalls zum Stehen – einer allerdings mitten auf der Kreuzung. Unmittelbar anschließend fuhr der Interstate Express in den Wagen hinein.

## Folgen
37 Menschen starben: 35 Reisende des Canadian und das Lokomotivpersonal des Interstate Express.